# Vrhovnjaci
Vrhovnjaci je skupina majhnih nenaseljenih otočkov in čeri v Jadranskem morju, ki pripadajo Hrvaški.
Vrhovnjaci, ki jih tvori sedem otočkov in veš čeri, se razprostirajo od 10 do 20 km vzhodno od Lastova. Otočki, ki imajo površino večjo od 0,01 km² (1 ha) so: Glavat, Gornji Vlašnik, Mrkljenta, Srednji Vlašnik, Smokvica, Velja Sestrica in Mala Sestrica.